# 星崎本線料金所
星崎本線料金所（ほしざきほんせんりょうきんじょ）とは、愛知県名古屋市南区南野にある名古屋高速3号大高線の本線料金所である。

## 概要
料金所は上り線（都心環状線方面）のみ設置されている。星崎入口からの料金収受の他、大高入口をはじめ知多半島道路、名二環および伊勢湾岸自動車道からの流入交通の料金収受を一括して行う集約料金所である。
以前から交通量過多の当料金所は、特に朝夕で慢性的な渋滞に陥っていたことから1993年から2台同時収受を実施した。その後2台収受は廃止されたが、2004年に予定されていた伊勢湾岸自動車道豊田JCT - 豊田南IC間開通のあかつきには接続する東名高速からの流入交通増加が想定されたことから、2ブース増設のうえ8ブース化した。また、2011年に本線の1ブースに自動精算機が導入された際に中央の1ブースを星崎入口専用に転用したため、現在のブースは7か所である。
当料金所近辺において大高線は上下線が分離し、下り線（大高出口、名古屋南JCT方面）が高く構築されている。料金所は下り線の下に設置されている。なお、料金所の前後は曲線半径の小さいカーブが存在するため、走行に際しては注意を要する。

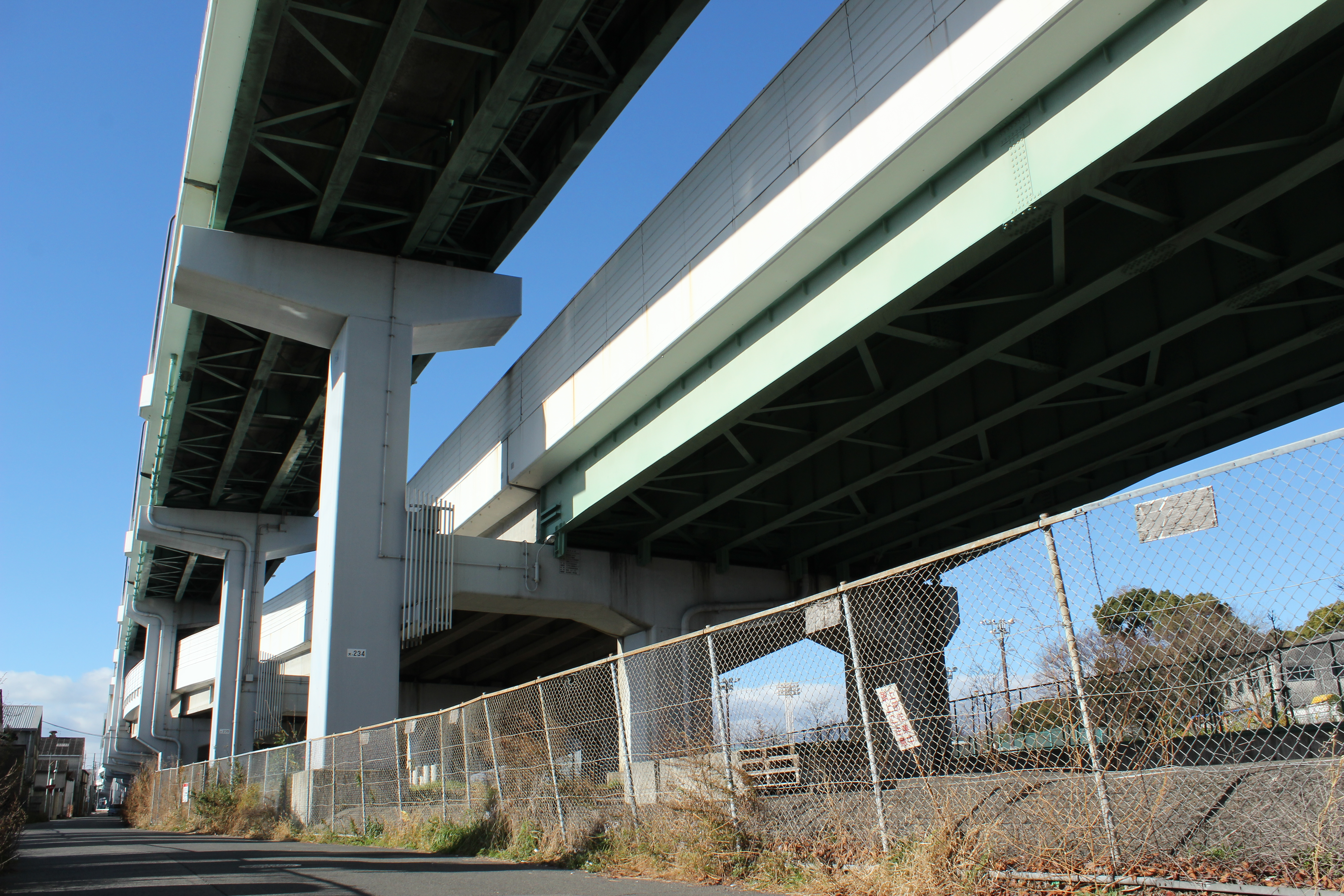
料金所付近は下り線が上層を走るダブルデッキ構造
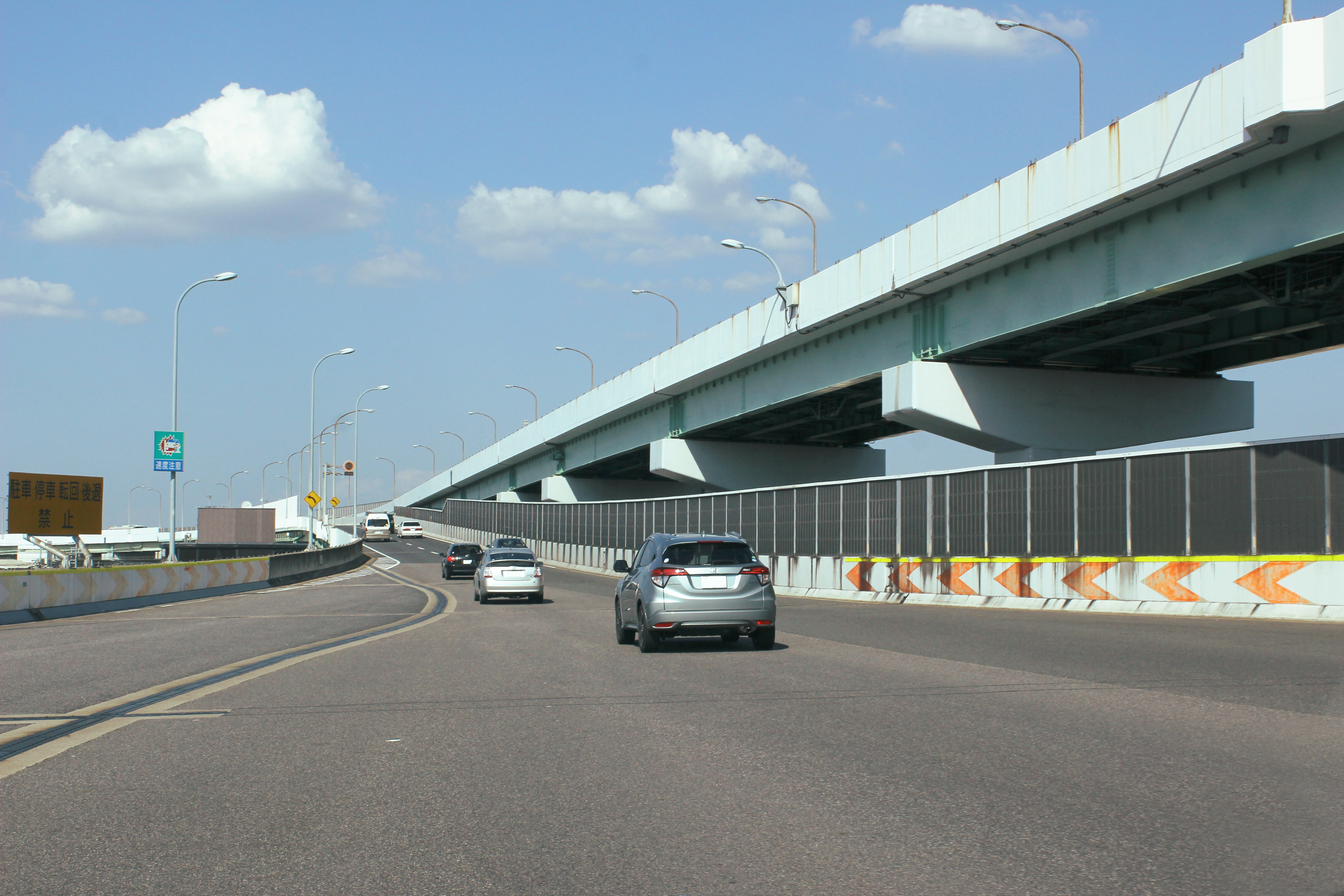
料金所通過後、半径300mのカーブを経て下り線に合流

## 料金所
ブースは星崎入口と分かれていることから本線のみ表記する。

### 都心環状方面
- レーン数：5[8]
  - ETC専用：2
  - ETC/一般：1
  - 一般：2
    - うち左側のブースは自動精算機による対応

## 利用台数
名古屋市統計年鑑による利用台数の推移
| 1991年（平成3年）度  | 11761478台 |  |
| 1992年（平成4年）度  | 11884101台 |  |
| 1993年（平成5年）度  | 11407203台 |  |
| 1994年（平成6年）度  | 11451695台 |  |
| 1995年（平成7年）度  | 12351152台 |  |
| 1996年（平成8年）度  | 12708175台 |  |
| 1997年（平成9年）度  | 13016970台 |  |
| 1998年（平成10年）度 | 12803595台 |  |
| 1999年（平成11年）度 | 12840763台 |  |
| 2000年（平成12年）度 | 12883655台 |  |
| 2001年（平成13年）度 | 12802748台 |  |
| 2002年（平成14年）度 | 12706917台 |  |
| 2003年（平成15年）度 | 12751815台 |  |
| 2004年（平成16年）度 | 12700182台 |  |
| 2005年（平成17年）度 | 13315733台 |  |
| 2006年（平成18年）度 | 13375443台 |  |
| 2007年（平成19年）度 | 13472722台 |  |
| 2008年（平成20年）度 | 13192926台 |  |
| 2009年（平成21年）度 | 12934375台 |  |
| 2010年（平成22年）度 | 13158616台 |  |
| 2011年（平成23年）度 | 11744488台 |  |
| 2012年（平成24年）度 | 11917109台 |  |
| 2013年（平成25年）度 | 11962738台 |  |

## 隣
名古屋高速3号大高線
(304,314)笠寺出入口 - 星崎本線料金所 - (315)星崎入口